# نادي فرسنو
نادي فرسنو (بالإنجليزية: Fresno FC)‏ هو فريق كرة قدم تأسس في سنة 2017 في كاليفورنيا الإمريكية يلعب الفريق في بطولة الدوري الأمريكي، يلعب الفريق في ملعب شكشينسي بارك المعشب